# Мирович, Анатолий Иванович
Анатолий Иванович Мирович (19 июня 1914, Казанка, Херсонская губерния — 20 марта 1976, Монино, Московская область) — участник Великой Отечественной войны, заместитель командира эскадрильи 98-го гвардейского отдельного разведывательного авиационного полка Резерва Главного командования Военно-воздушных сил Красной армии, гвардии капитан. Герой Советского Союза (1945).

## Биография
Родился 19 июня 1914 года в селе Казанка (ныне в Николаевской области Украины) в крестьянской семье. Украинец.
С детских лет жил в посёлке шахтоуправления имени Коминтерна в Кривом Роге. Окончил Криворожский аэроклуб и Запорожский авиационный техникум.
В 1935 году призван в ряды Красной армии. В 1939 году окончил с отличием авиационное отделение 2-й объединённой пограничной школы в Харькове, до войны служил в Одесской авиационной эскадрильи погранвойск, где получил пограничную закалку. В 1940 году окончил курсы усовершенствования при Энгельском военном авиационном училище лётчиков, за несколько месяцев до начала войны по личному рапорту был переведён в ВВС.
В боях Великой Отечественной войны с июня 1941 года. Воевал на Ленинградском, Центральном и 1-м Украинском фронтах. Член ВКП(б) с 1941 года.
Заместитель командира эскадрильи 98-го гвардейского отдельного разведывательного авиационного полка гвардии капитан Анатолий Мирович к маю 1945 года совершил 113 боевых вылетов на Пе-2 на дальнюю аэрофоторазведку и бомбардировку в глубоком тылу военных и промышленных объектов врага. По результатам боевой работы экипажа старшего лейтенанта А. Мировича было изготовлено 280 фотоснимков и 500 фотопланшетов, по которым было дешифровано 110 аэродромов, 2115 самолётов, 340 железнодорожных узлов и станций, 3680 составов, 186 800 автомобилей, 780 танков, 140 артиллерийских и зенитных батарей, 4200 км² площади линий обороны противника.
После окончания войны Мирович продолжал службу в ВВС СССР. В 1951 году окончил Военно-воздушную академию. В 1956—1969 годах преподавал на кафедре тактики разведывательной авиации в этой академии.
С 1969 года полковник Мирович А. И. в запасе.
Умер 20 марта 1976 года. Похоронен в посёлке Монино Щёлковского района Московской области на Гарнизонном кладбище.

## Награды
- Указом Президиума Верховного Совета СССР от 29 июня 1945 года за образцовое выполнение боевых заданий командования и проявленные при этом мужество и героизм гвардии капитану Мировичу Анатолию Ивановичу присвоено звание Героя Советского Союза с вручением ордена Ленина и медали «Золотая Звезда» (№ 7478);
- четырежды орден Красного Знамени;
- дважды орден Красной Звезды;
- медаль «За отвагу»;
- медаль «За боевые заслуги».

## Память
- Имя на Стеле Героев в Кривом Роге;
- Имя Героя носит школа № 34 в городе Кривой Рог;
- На доме № 7 по Авиационной улице в посёлке Монино Московской области установлена памятная доска;
- В городе Кривой Рог на Каунасской улице, дом 1, на месте бывшего аэроклуба, где обучался А. И. Мирович, установлена памятная доска;
- В городе Чугуев на аллее Героев установлен обелиск, где увековечено имя А. И. Мировича;
- Имя носит улица в городе Кривой Рог[3][4];
- Памятная доска в Кривом Роге[5].